# Adam Borzič
Adam Borzič (* 14. května 1978 Praha) je český básník, překladatel, publicista a terapeut. Od ledna 2013 do prosince 2023 byl šéfredaktorem literárního obtýdeníku Tvar.

## Životopis
Je chorvatského a českého původu. Studoval teologii a absolvoval psychoterapeutický výcvik. Je šéfredaktorem literárního dvoutýdeníku Tvar, spolupracuje s tištěnými periodiky Dingir a Křesťanská revue, s internetovým Deníkem Referendum a s nakladatelstvími Malvern a Fabula. Jeho básně byly přeloženy do angličtiny, němčiny, maďarštiny, bulharštiny, chorvatštiny, srbštiny, slovinštiny, rumunštiny, portugalštiny, ruštiny a polštiny. Opakovaně byl zařazen do antologie Nejlepší české básně. Za básnickou sbírku Počasí v Evropě byl nominován na Magnesii Literu 2014. V roce 2019 mu vyšel v srbském překladu Biserky Rajčić výbor z tvorby Vreme u Evropi i druge pesme. V roce 2025 pak výbor Svati svet, svati seks v překladu Aljaže Koprivnikara a Anji Simic. 
Poskytl rozhovor pro knihu Znamení neznámého Petra Viziny a Jana Němce.

### Básnické sbírky
- Fantasía (s Kamilem Bouškou a Petrem Řehákem, 2008)
- Rozevírání (2011)
- Počasí v Evropě (2013)
- Orfické linie (2015)
- Západo-východní zrcadla (2018)
- Dějiny nitě (2020)
- Šišky za úsvitu se lstivě smějí (2020)
- Legendy (2022)

### Esejistika
- Proroci post-utopickeho radikalismu: Alexandr Dugin a Hakim Bey spolu s Ondřejem Slačálkem a Olgou Pavlovou (2018)